# Steinmetzgrabenbach
Der Steinmetzgrabenbach ist ein Nebenfluss des Allerheiligenbachs und gehört damit zum Flusssystem der Donau. Er durchfließt den Steinmetzgraben und mündet im Allerheiligengraben in den Allerheiligenbach.